# Cecilia Braslavsky
Cecilia Paulina Braslavsky (Buenos Aires, 5 de enero de 1952- Ginebra, 1 de junio de 2005) fue una pedagoga y consultora internacional en enseñanza nacida en Argentina. Fue titular de la cátedra de Historia General de la Educación de la Universidad de Buenos Aires (UBA) y coordinadora Educacional de la Facultad Latinoamericana de Ciencias Sociales (FLACSO). También se desempeñó como directora de la Oficina Internacional de la Educación de la Unesco.

## Biografía
Hija de Berta Perelstein de Braslavsky (1913-2008), otra destacada educadora argentina.
Cecilia Braslavsky se recibió en 1973 de Licenciada en Ciencias de la Educación en la Facultad de Filosofía y Letras de la Universidad de Buenos Aires. Comenzó a ejercer la docencia en la Universidad de Río Cuarto, pero poco después recibió una beca y se trasladó a la República Democrática Alemana, donde obtuvo su doctorado en Filosofía en la Universidad de Leipzig.
En 1981 regresó a la Argentina integrándose al plantel académico de la Facultad Latinoamericana de Ciencias Sociales (FLACSO). Restablecida la democracia en Argentina el 10 de diciembre de 1983, se desempeñó desde el ciclo lectivo siguiente como profesora en la Universidad de Buenos Aires donde obtuvo la titularidad de la cátedra de Historia General de la Educación en la Facultad de Filosofía y Letras. Integró también el cuerpo de investigadores públicos del CONICET.
Entre 1984 y 1992 se desempeñó como coordinadora educacional de la FLACSO, reemplazando en el cargo al educador Juan Carlos Tedesco. Durante ese período Braslavsky destacó en el Congreso Pedagógico de 1988 convocado por el presidente Raúl Alfonsín, defendiendo la necesidad de generalizar la escuela y la enseñanza pública igualitaria y laica.
En 1993, cuando en Argentina se realizó el proceso de reforma educativa, Braslavsky fue designada por el gobierno del presidente Carlos Menem, como coordinadora del Programa Argentino de Contenidos Básicos, es decir aquellos contenidos que deben estar presentes en todas las escuelas del país. Los resultados del trabajo de Braslavsky constituyeron la base de la Ley Federal de Educación que el Parlamento sancionó en 1993.
En 1994 fue designada directora general de Investigación Educacional del Ministerio de Educación. Luego de dejar la función pública, ingresó al Instituto Internacional de Planeamiento Educativo. En julio de 2000 ganó el concurso internacional para asumir como Directora de la Oficina Internacional de la Educación de la UNESCO, reemplazando nuevamente en el cargo al educador Juan Carlos Tedesco, a quien también había sucedido en la FLACSO.
Falleció el 1 de junio de 2005, con solo 53 años, afectada por un cáncer de útero. A su muerte, su marido, Gustavo Cosse, y su hija Camila donaron su biblioteca personal a la Biblioteca Nacional de Maestros, ubicada en el Palacio Sarmiento de la Ciudad de Buenos Aires.

## Pensamiento
Cecilia Braslavsky concentró su atención en los aspectos igualitarios y discriminatorios en los procesos educativos, siendo una apasionada defensora de la escuela pública. En la década de 1990 creó el concepto de "fragmentación", para referirse precisamente a la existencia de escuelas diferenciadas para ciudadanos de primera y ciudadanos de segunda.

«Una escuela inteligente es aquella capaz de formularse buenas preguntas habiendo asumido el desafío de formar sujetos competentes con identidades múltiples y solventes. En consecuencia, es posible presuponer que es más inteligente una escuela que rechaza las soluciones estereotipadas que puso en práctica durante un largo período de su historia, porque detecta problemas que no están bien resueltos, que aquella que no los detecta y sigue cumpliendo con sus actividades de manera rutinaria. Del mismo modo, se puede pensar que es más inteligente una institución educativa que resiste reflexivamente alternativas nuevas que no comprende, que otra que asume cualquier propuesta sin formularse preguntas.»
Cecilia Braslavsky

## Obras
Algunas de sus obras fueron:
- Braslavsky, C. y Halil, K. (2005). Textbooks and Education for All: Research findings and lessons learnt. UNESCO: IBE. At press.
- Braslavsky, C. (2004). Diez factores para una educación de calidad para todos en el siglo XXI. Documento básico de la XIX Semana Monográfica de la Educación - Educación de calidad para todos: Iniciativas Iberoamericanas. Madrid: Fundación Santillana.
- Braslavsky, C.; Acosta, F. y Jabif, L. (2004). Directores en Acción - Módulos de formación en competencias para la gestión escolar en contextos de pobreza. Buenos Aires : IIPE/UNESCO Buenos Aires.
- Braslavsky, C.; Abdoulaye, A. y Patiño, M. I. (2003). Developpment curriculaire et “bonne pratique” en éducation. UNESCO : BIE, Serie de Documents du BIE – 2.
- Braslavsky, C. y Acosta, F. (2001). El estado de la enseñanza de la formación en gestión y políticas educativa en América latina [The state of teacher training in educational management and policies in latin America]. Buenos Aires: IIEP.
- Braslavsky, C. (2001). La educación secundaria. ¿Cambio o inmutabilidad ? Análisis y debate de proceso europeos y latinoamericanos contemporáneos [Secondary education: changeable or immutable? Analysis and debate of the contemporary European and Latin American process]. Buenos Aires: IIEP.
- Braslavsky, C. (2001). As nova tendências mundiais e as mudanças curriculares na educação secundária latino-americana na década de 90 [New worldwide tendencies and curricular changes in Latin-American secondary education in the 90’s decade], Serie Educaçao, vol. 8. Brasilia : Cadernos UNESCO Brasil.
- Braslavsky, C. (1999). Re-haciendo escuelas: Hacia un nuevo paradigma en la educación latinoamericana [Remaking schools: towards a new paradigm in Latin American education]. Buenos Aires: Santillana.
- Braslavsky, C. y Tiramonti, G. (1990). Conducción educativa y calidad de la enseñanza media. Buenos Aires: FLACSO‑Miño y Dávila.
- Braslavsky, C.; Cunha, L.A.; Filgueira, C. y Lemez, R. (1989). La educación en la transición democrática: los casos de Argentina, Brasil y Uruguay. Santiago de Chile: OREALC‑UNESCO.
- Braslavsky, C. (1987). La juventud argentina: informe de situación. Buenos Aires: CEAL.
- Braslavsky, C. (1985). La discriminación educativa en la Argentina. Buenos Aires: GEL‑ FLACSO.
- Braslavsky, C. (1984). Mujer y educación. Santiago de Chile: OREALC‑UNESCO.
- Tedesco, J.C.; Braslavsky, C. y Carciofi, R. (1983). El proyecto educativo autoritario. Argentina 1976‑1982. Buenos Aires: FLACSO. Reprint GEL‑FLACSO, 1985. Reprint Miño y Dávila S.R.L., 1986.

## Artículos de Cecilia Braslavsky en Internet
- Braslavsky, Cecilia y Cosse Gustavo:Las actuales Reformas Educativas en América Latina: Cuatro Actores, Tres Lógicas y Ocho Tensiones
- Braslavsky, Cecilia y Acosta, Felicitas:La Formación en Competencias para la Gestión de la Política Educativa: un Desafío para la Educación Superior en América Latina
- Braslavsky, Cecilia:Desafíos de las Reformas Curriculares frente al Imperativo de la Cohesión Social
- Braslavsky, Cecilia y Cosse Gustavo:Los Logros Académicos, el Futuro Laboral y la Equidad Educativa
- Braslavsky, Cecilia:Diez factores para una Educación de Calidad para Todos en el Siglo XXI
- Braslavsky, Cecilia:La Educación Secundaria en el contexto de los cambios en los sistemas educativos latinoamericanos